# 多烯甲萘醌
多烯甲萘醌（menaquinone, MK），又稱維他命K2，為一群相似的化合物。
- 在人类饮食中最常见的是短链的四烯甲萘醌（MK-4）。MK-4基本不经口吸收，[1]在动物体内的存在主要是经由叶绿醌（K1）经由甲萘醌（K3）转化而成。转化过程无需细菌参与。[2]日本有采用口服四烯甲萘醌辅助治疗绝经后骨质疏松，起效剂量是维生素K膳食推荐量（Daily Value）的五百倍，足见其口服吸收之差。[3]
- 在人类身上口服有效的是長鏈多烯甲萘醌（如七烯甲萘醌MK-7、八烯甲萘醌MK-8、九烯甲萘醌MK-9），[1]一般存在于纳豆、清麴酱（英语：Cheonggukjang）这种细菌发酵的食物中。[4]
- 此外还有超长链的MK-10到MK-13，会由大肠内细菌在厌氧环境中制造。但是被人体吸收的很少。[5]

維生素K2未有已知的毒性，因維生素K不會在肝臟中過量殘留。

## 構造

維生素K_{2}

維生素K皆有醌結構，而維生素K2的命名取決於上圖化學式中n的數目。例如當n為4，名稱就是MK-4。維生素K2於身體中的傳輸會受其結構影響。

維生素K的結構，當中MK-4、MK-7均為維生素K_{2}

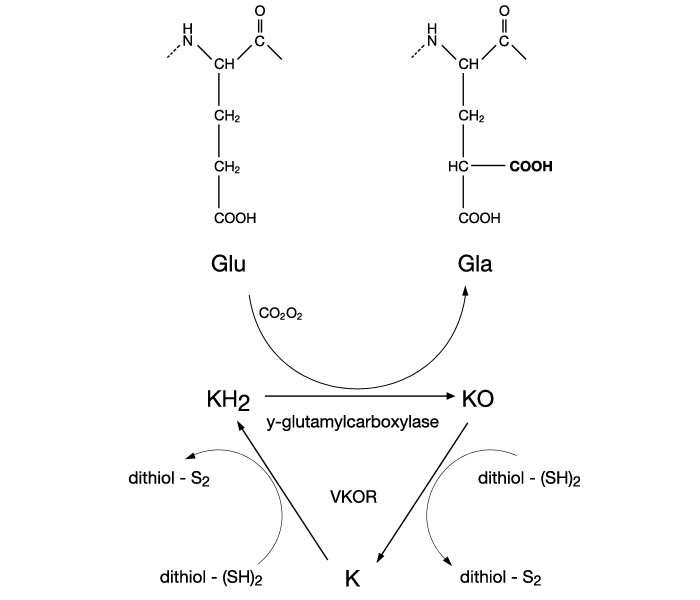
維生素K循環

## 作用機制
維生素K2的作用機制與維生素K1類似，能夠輔助γ-穀氨酰羧化酶將穀氨酸（Glu）轉化成γ-羧化穀氨酸（Gla）。這過程對生成Gla-蛋白質（含有Gla的蛋白質）有幫助，例子如下：
- 骨鈣素：骨骼礦化
- GAS6：細胞增殖
- 凝血酶、抗凝蛋白：血液穩態

## 吸收
維生素K於小腸中被吸收，藉乳糜微粒運輸。維生素K1和MK-4能夠被肝臟快速處理，但低密度脂蛋白（LDL）會帶走較多長鏈多烯甲萘醌。由於LDL壽命較長，長鏈多烯甲萘醌能夠被肝以外的組織（骨、軟骨、血管等）吸收，對達致維生素K部分功效有幫助。

## 攝入
除了肝臟外，蘊含長鏈多烯甲萘醌最豐富的是以細菌發酵的食品，如乳酪（MK-8、MK-9）、納豆（MK-7）等，當中納豆為維生素K2含量最豐富的食品。根據對荷蘭人飲食習慣的研究，估計維生素K的攝取由約 90% 維生素K1、約 7.5 % MK-5至MK-9及約 2.5% MK-4組成。另外根據對完全不飽和多烯甲萘醌的研究，乳酪含有10–20 μg/100g 的MK-8和35–55 μg/100 g 的MK-9。在中国的孕妇中，维生素K1摄入量占总维生素K摄入量的79.4%，维生素K2中的MK-4则占11.8%，MK-7则占8.8%。
另外人體腸道中的細菌亦可製造維生素K2，可以滿足每日對維生素K的部分需求。

## 健康影响
关于维生素K2的一个研究重点是增加骨密度与预防骨质疏松的潜力。一项元分析显示，在排除一项异质性研究后，无论是与安慰剂还是与不含维生素K2的配方相比，均能有效降低骨折发生率与腰椎骨密度。此外，一项分析也显示，补充维生素K2有着延缓血管和瓣膜钙化进展的潜力。
在一项临床试验中，每天口服180μgMK-7型维生素K2者相较于安慰剂可显著降低夜间腿抽筋几率与持续时间。

## 抗凝劑及維生素K的補充
研究指出長期口服抗凝劑減少體內正常骨鈣素，從而影響骨骼健康。這可能導致骨骼礦化不足（骨質減少）、容易骨折等。另外長期口服抗凝劑亦相信會令小童、成人出現不良的軟組織鈣化，這是由於缺乏維生素K導致正常基質Gla蛋白偏少。在動物實驗中血管鈣化可出現於服用華法林兩週內。另外長期口服抗凝劑的病人被發現其動脈鈣化的程度為其他病人的一倍。動脈鈣化亦可能導致收縮期高血壓、心室肥大等。雖然大量維生素K降低抗凝劑的效用，但現在正研究將抗凝劑療程及維生素K結合。

## 外部連結
- Vitak BV
- VitaminK2.org（页面存档备份，存于）